# Jellel Gasteli
Jellel Gasteli född 1958 i Tunis, är en tunisisk fotograf. Hans mest kända verk är La Série Blanche, där han fångar de ofta geometriska mönster som ljus och skuggor bildar på traditionella, vitstrukna tunisiska husfasader. Efter många år i Paris är bor han åter i Tunis.